# Francesco Coccopalmerio
Francesco Coccopalmerio (San Giuliano Milanese, Italia, 6 de marzo de 1938) es el presidente emérito del Pontificio Consejo para los Textos Legislativos.

## Biografía

### Formación
Obtuvo la licenciatura en teología, un diploma en teología moral, un doctorado en Derecho Canónico en la Pontificia Universidad Gregoriana y un doctorado en jurisprudencia por la Universidad Católica del Sagrado Corazón de Milán. Después de sus estudios, sirvió en el tribunal de la archidiócesis de Milán y fue profesor de derecho canónico.
Es autor de numerosas publicaciones.

## Episcopado

### Obispo auxiliar de Milán
El 8 de abril de 1993 el papa Juan Pablo II nombró a Coccopalmerio como obispo auxiliar de Milán, en la diócesis titular de Coeliana. Fue ordenado obispo el 22 de mayo de ese año. Es un obispo italiano con voz en asuntos como cuestiones jurídicas, ecuménicas y diálogo interreligioso. Desde el año 2000, es miembro del Tribunal Supremo de la Signatura Apostólica, y fue durante este tiempo el único obispo auxiliar en su calidad de miembro entre todos los demás miembros ordinarios.

### Curia Romana
El 15 de febrero de 2007 fue elevado a la categoría de arzobispo de la misma sede y fue designado como presidente del Pontificio Consejo para los Textos Legislativos.
Es miembro también de la Congregación para las Causas de los Santos, del Pontificio Consejo para la Promoción de la Unidad de los Cristianos y del Tribunal Supremo de la Signatura Apostólica.
Se decía que había desempeñado un papel en la remoción de las excomuniones de los dirigentes de la Sociedad de San Pío X.
Fue nombrado como miembro de la Congregación para la Doctrina de la Fe el 23 de diciembre de 2010 por un mandato de cinco años renovables. En enero de 2011 el Consejo comenzó a circular un borrador de revisiones de la sección penal del Código de Derecho Canónico, que regula el crimen y el castigo en la iglesia incluyendo el abuso sexual por parte del clero. El objetivo era tener un borrador final listo para Benedicto XVI a finales de 2012.

### Cardenalato
Fue creado cardenal el 18 de febrero de 2012 por el papa Benedicto XVI, asignándosele la Diaconía de San José de los Carpinteros.
El 23 de mayo de 2017 fue confirmado como miembro de la Congregación para la Doctrina de la Fe usque ad octogesimum annum.
El 26 de septiembre de 2017 fue confirmado como presidente del Pontificio Consejo para los Textos Legislativos usque ad octogesimum annum .
El 5 de diciembre de 2017 fue confirmado como miembro de la Congregación para las Causas de los Santos usqne ad octogesimum annum.
Pierde los derechos de voto en cónclave el 8 de marzo de 2018, al cumplir 80 años. El 7 de abril de 2018 es cesado como presidente del Pontificio Consejo para los Textos Legislativos al haber cumplido los ochenta eños de edad.
El 4 de marzo de 2022, durante un Consistorio presidido por el papa Francisco, es promovido a la Orden de los Presbíteros manteniendo la Diaconía elevada pro hac vice a título cardenalicio.

## Sucesión
| Predecesor: Herberto Celso Angelo | Obispo titular de Coeliana Arzobispo ad personam desde el 15 de febrero de 2007 8 de abril de 1993-18 de febrero de 2012          | Sucesor: Paul Robert Sánchez      |
| Predecesor: Julián Herranz Casado | Presidente del Pontificio Consejo para los Textos Legislativos 15 de febrero de 2007-7 de abril de 2018                           | Sucesor: Filippo Iannone, O.Carm. |
| Predecesor: -                     | Cardenal diácono de San José de los Carpinteros Título presbiteral pro hac vice desde el 4 de marzo de 2022 18 de febrero de 2012 | Sucesor: En el Cargo              |